# ジル・トレナリー
ジル・トレナリー（Jill Trenary、1968年8月1日 - ）は、アメリカ出身のフィギュアスケート選手。1990年世界フィギュアスケート選手権女子シングルチャンピオン。

## 経歴
- 1985年全米ジュニア選手権優勝。
- 1987年、1989年、1990年全米フィギュアスケート選手権優勝。
- 1990年世界フィギュアスケート選手権優勝。
- 1991年よりケガのため競技会から遠ざかる。1997年までチャンピオンズ・オン・アイス、スターズ・オン・アイス等で活躍するも、血栓症により引退。
- 1994年10月、サラエボオリンピックアイスダンス金メダリストのクリストファー・ディーンと結婚。2人の息子がいる。
- 2010年3月、英国のタブロイド紙デイリー・メールがディーンとの離別を報道[1]。ディーン側はその事実を認めている。

## 主な戦績
| 大会/年      | 1986-87 | 1987-88 | 1988-89 | 1989-90 |
| ------------ | ------- | ------- | ------- | ------- |
| オリンピック |         | 4       |         |         |
| 世界選手権   | 7       | 5       | 3       | 1       |
| 全米選手権   | 1       | 2       | 1       | 1       |